# 전자정부법
전자정부법(電子政府法)은 행정업무의 전자적 처리를 위한 기본원칙, 절차 및 추진방법 등을 규정함으로써 전자정부를 효율적으로 구현하고, 행정의 생산성, 투명성 및 민주성을 높여 국민의 삶의 질을 향상시키는 것을 목적으로 2001년 제정된 대한민국의 법률이다. 제정 당시에는 '전자정부구현을위한행정업무등의전자화촉진에관한법률'이란 이름이었고, 2007년부터는 지금의 '전자정부법'이란 이름을 유지하고 있다. 현재 행정안전부 소관이다.

## 주요 연혁
- 2001년 3월 28일 '전자정부구현을위한행정업무등의전자화촉진에관한법률'이라는 이름으로 제정되었다.[1]
- 2007년 1월 3일 '전자정부법'으로 이름이 바뀌었다.[2]
- 2010년 2월 4일 '전자정부법'이 전부개정되었다.[3]
- 2021년 6월 8일 '전자정부법'이 일부개정되어 지능형 전자정부서비스, 공공 마이데이터, 국가기준데이터 등의 근거가 신설되었다.[4]